# Carte Blanche
Carte Blanche é o segundo álbum de estúdio do produtor francês DJ Snake, lançado em 25 de julho de 2019 pela Geffen Records. Inclui os singles "Magenta Riddim", "Taki Taki" (com Selena Gomez, Ozuna e Cardi B), "Try Me" (com Plastic Toy), "SouthSide" (com Eptic), "Enzo" (com Sheck Wes featuring Offset, 21 Savage e Gucci Mane) e "Loco Contigo" (com J Balvin featuring Tyga), bem como outras colaborações com Zhu, Gashi, Majid Jordan, Bryson Tiller, Zomboy e "Made in France" featuring Tchami, Malaa, e Mercer.

## Promoção
DJ Snake afirmou em suas redes sociais em 15 de julho que ele tinha um "grande anúncio" para fazer no dia seguinte. Em 16 de julho, ele revelou a data de lançamento e postou a capa, uma foto do canto esquerdo do Arco do Triunfo, em cima do qual ele foi DJ em 2017.

## Lista de faixas
Adaptado da Apple Music.
| N.º            | Título                                                          | Compositor(es)                                                                                                | Produtor(es)                             | Duração |  |
| 1.             | "Butterfly Effect"                                              | William Grigahcine                                                                                            | DJ Snake                                 | 3:24    |  |
| 2.             | "Quiet Storm" (com Zomboy)                                      | Grigahcine Joshua Jenkin                                                                                      | DJ Snake Zomboy                          | 3:45    |  |
| 3.             | "When the Lights Go Down"                                       | Grigahcine | DJ Snake                                 | 3:48    |  |
| 4.             | "Recognize" (com Majid Jordan)                                  | Grigahcine Krystin Watkins Parrish Washington Diedrik van Elsas                                               | DJ Snake Trackside                       | 3:34    |  |
| 5.             | "No More" (com Zhu)                                             | Grigahcine Henry Allen Kennedi Lykken Andrew Jackson Ian Kirkpatrick                                          | DJ Snake King Henry                      | 2:46    |  |
| 6.             | "Made in France" (com Tchami, Malaa e Mercer)                   | Grigahcine | DJ Snake Malaa Mercer                    | 4:11    |  |
| 7.             | "Enzo" (com Sheck Wes featuring Offset, 21 Savage e Gucci Mane) | Grigahcine Khadimou Fall Radric Davis Kiari Cephus Sheyaa Abraham-Joseph Coby Rhodes                          | DJ Snake YungLunchbox [a] Sickdrumz [a]  | 4:08    |  |
| 8.             | "Smile" (com Bryson Tiller)                                     | Grigahcine Bryson Djuan Tiller Omar Walker Donny Flores                                                       | DJ Snake Major Steven [a] King BNJMN [a] | 3:18    |  |
| 9.             | "Try Me" (com Plastic Toy)                                      | Grigahcine Cyril Nowakowski                                                                                   | DJ Snake Plastic Toy                     | 3:18    |  |
| 10.            | "Loco Contigo" (com J Balvin e Tyga)                            | Grigahcine Jose Balvin Justin Quiles Michael Stevenson                                                        | DJ Snake                                 | 3:05    |  |
| 11.            | "Taki Taki" (com Selena Gomez, Ozuna e Cardi B)                 | Grigahcine Ava Brignol Jordan Thorpe Belcalis Almanzar Vicente Saavedra Selena Gomez Juan Rosado Juan Vasquez | DJ Snake                                 | 3:32    |  |
| 12.            | "Fuego" (com Sean Paul e Anitta featuring Tainy)                | Grigahcine Marco Masis Michael Sabath Christpher Chill Camilo                                                 | DJ Snake Tainy                           | 3:15    |  |
| 13.            | "Magenta Riddim"                                                | Grigahcine | DJ Snake                                 | 3:14    |  |
| 14.            | "Frequency 75"                                                  | Grigahcine Jacob Osher Jeremy Fossy Brendan Long Reginald Noble Ramirez Javier Jr.                            | DJ Snake                                 | 4:26    |  |
| 15.            | "SouthSide" (com Eptic)                                         | Grigahcine Michael Bella                                                                                      | DJ Snake Eptic                           | 4:12    |  |
| 16.            | "No Option" (com Burna Boy)                                     | Grigahcine Damini Ogulu Nicholas Audino Lewis Hughes                                                          | DJ Snake                                 | 3:05    |  |
| 17.            | "Paris" (com Gashi)                                             | Grigahcine Labinot Gashi Brandon Hamlin Charles Stephens III                                                  | DJ Snake                                 | 3:45    |  |
| Duração total: | Duração total:                                                  | Duração total:                                                                                                | Duração total:                           | 60:46   |  |